# Ancient Domains of Mystery
Ancient Domains of Mystery (zkráceně ADOM) je hra z roku 1994, ve které se hlavní hrdina snaží zabránit Chaosu, aby ovládl svět Ancardia. Rozhraní je hráči zprostředkováno pomocí znaků ASCII, v základním pohledu hráč vidí seshora kousek mapy, kde je jeho postava zobrazena pomocí zavináče.
Část oblastí je pevně dána, ale většina je náhodně generována při prvním vstupu.
Hra je dostupná pro řadu systémů (AmigaOS, BeOS, MS-DOS, Linux, Mac OS X, Microsoft Windows) a je k dispozici zdarma — autor ovšem uvítá zaslání pohlednice (tedy se jedná o cardware). Na rozdíl od řady podobných her není distribuována společně se zdrojovým kódem, protože autor chtěl jednak zachovat tajemství, jak hra funguje, jednak chtěl zabránit nekontrolovanému vzniku variant.